# Норт Ист (Пенсилванија)
Норт Ист (енгл. North East) град је у америчкој савезној држави Пенсилванија.

## Демографија
По попису из 2010. године број становника је 4.294, што је 307 (-6,7%) становника мање него 2000. године.
| Група             | 2000.         | 2010.         |
| Белци             | 4.449 (96,7%) | 4.106 (95,6%) |
| Афроамериканци    | 37 (0,8%)     | 44 (1,0%)     |
| Азијати           | 4 (0,1%)      | 11 (0,3%)     |
| Хиспаноамериканци | 86 (1,9%)     | 90 (2,1%)     |
| Укупно            | 4.601         | 4.294         |